# Flawoproteiny
Flawoproteiny, enzymy flawinowe – grupa organicznych związków chemicznych, chromoproteinowych enzymów zaliczanych do oksydoreduktaz, w których grupę prostetyczną stanowi flawina. Występują powszechnie zarówno w komórkach roślinnych (np. jako fotoreceptory w aparatach szparkowych), jak i zwierzęcych.
Znanych jest ponad 200 flawoprotein, wśród nich są m.in.:
- enzymy zawierające jako grupy prostetyczne zredukowane formy (FMNH2 i FADH2)[1] mononukleotydu flawinowego (FMN) i dinukleotydu flawinoadeninowego (FAD)[1][2]
- niektóre dehydrogenazy[2] (np. dehydrogenaza NADH, dehydrogenaza bursztynianowa, dehydrogenaza acylo-CoA)[1]
- niektóre oksydazy[2] (np. oksydaza ksantynowa)[1]
- niektóre reduktazy (np. reduktaza tioredoksyny, reduktaza glutationowa)[1].